# فليتشر (كارولاينا الشمالية)
فليتشر (بالإنجليزية: Fletcher, North Carolina)‏ هي معلم جغرافي تقع في الولايات المتحدة في مقاطعة هينديرسون، كارولاينا الشمالية. يقدر عدد سكانها بـ 7,187 نسمة ومساحتها 13.7 كم2 و وترتفع عن سطح البحر 647 متر.

## التركيبة السكانية
حدّد مكتب تعداد الولايات المتحدة بيانات التركيبة السكانية لفليتشر في تعداد الولايات المتحدة. في ما يلي، التركيبة السكانية حسب تعدادي 2000 و2010.

### تعداد عام 2000
بلغ عدد سكان فليتشر 4,185 نسمة بحسب تعداد عام 2000، وبلغ عدد الأسر 1,744 أسرة وعدد العائلات 1,248 عائلة مقيمة في البلدة. في حين سجلت الكثافة السكانية 249.9 نسمة لكل كيلومتر مربع (647.2/ميل2). وبلغ عدد الوحدات السكنية 1,816 وحدة بمتوسط كثافة قدره 108.4 لكل كيلومتر مربع (280.8/ميل2).
وتوزع التركيب العرقي للبلدة بنسبة 93.60% من البيض و3.30% من الأمريكيين الأفارقة و0.12% من الأمريكيين الأصليين و1.27% من الأمريكيين ذوي الأصول الآسيوية و0.50% من الأعراق الأخرى و1.22% من عرقين مختلطين أو أكثر و1.55% من الهسبانيون أو اللاتينيون من أي عرق.
بلغ عدد الأسر 1,744 أسرة كانت نسبة 35.6% منها لديها أطفال تحت سن الثامنة عشر تعيش معهم، وبلغت نسبة الأزواج القاطنين مع بعضهم البعض 61.3% من أصل المجموع الكلي للأسر، ونسبة 7.5% من الأسر كان لديها معيلات من الإناث دون وجود شريك،  بينما كانت نسبة 2.8% من الأسر لديها معيلون من الذكور دون وجود شريكة وكانت نسبة 28.4% من غير العائلات. تألفت نسبة 23.8% من أصل جميع الأسر من عدة أفراد يعيشون في نفس المنزل ونسبة 7.7% كانت تتألف من شخص يعيش بمفرده يبلغ من العمر 65 عاماً أو أكثر. وبلغ متوسط حجم الأسرة المعيشية 2.40، أما متوسط حجم العائلات فبلغ 2.85.
بلغ العمر الوسطي للسكان 35.9 عاماً. وكانت نسبة 23.8% من القاطنين تحت سن الثامنة عشر، وكانت نسبة 5.6% بين الثامنة عشر والرابعة والعشرين عاماً، ونسبة 35.8% كانت واقعةً في الفئة العمرية ما بين الخامسة والعشرين والرابعة والأربعين عاماً، ونسبة 24.6% كانت ما بين الخامسة والأربعين والرابعة والستين، ونسبة 10.1% كانت ضمن فئة الخامسة والستين عاماً فما فوق. يوجد لكل 100 أنثى 97.2 ذكر، ويوجد لكل 100 أنثى في الثامنة عشر من عمرها فما فوق 94.1 ذكر.
بلغ متوسط دخل الأسرة في البلدة 45,426 دولارًا، أما متوسط دخل العائلة فبلغ 51,688 دولارًا. وكان متوسط دخل الذكور 35,976 دولارًا مقابل 26,176 دولارًا للإناث. وسجل دخل الفرد الخاص بالبلدة 20,607 دولارًا. وكانت نسبة 4.6% من العائلات ونسبة 7.4% من السكان تحت خط الفقر، وكان من هؤلاء نسبة 9.5% تحت سن الثامنة عشر ونسبة 10.7% في الخامسة والستين من العمر وما فوق.

### تعداد عام 2010
بلغ عدد سكان فليتشر 7,187 نسمة بحسب تعداد عام 2010، وبلغ عدد الأسر 3,008 أسرة وعدد العائلات 1,970 عائلة مقيمة في البلدة. في حين سجلت الكثافة السكانية 429.1 نسمة لكل كيلومتر مربع (1,111.4/ميل2). وبلغ عدد الوحدات السكنية 3,208 وحدة بمتوسط كثافة قدره 191.5 لكل كيلومتر مربع (496.0/ميل2).
وتوزع التركيب العرقي للبلدة بنسبة 88.28% من البيض و4.12% من الأمريكيين الأفارقة و0.49% من الأمريكيين الأصليين و3.06% من الأمريكيين ذوي الأصول الآسيوية و0.10% من سكان جزر المحيط الهادئ و1.99% من الأعراق الأخرى و1.96% من عرقين مختلطين أو أكثر و4.81% من الهسبانيون أو اللاتينيون من أي عرق.
بلغ عدد الأسر 3,008 أسرة كانت نسبة 31.5% منها لديها أطفال تحت سن الثامنة عشر تعيش معهم، وبلغت نسبة الأزواج القاطنين مع بعضهم البعض 52.2% من أصل المجموع الكلي للأسر، ونسبة 9.4% من الأسر كان لديها معيلات من الإناث دون وجود شريك،  بينما كانت نسبة 3.9% من الأسر لديها معيلون من الذكور دون وجود شريكة وكانت نسبة 34.5% من غير العائلات. تألفت نسبة 28.5% من أصل جميع الأسر من عدة أفراد يعيشون في نفس المنزل ونسبة 8.8% كانت تتألف من شخص يعيش بمفرده يبلغ من العمر 65 عاماً أو أكثر. وبلغ متوسط حجم الأسرة المعيشية 2.36، أما متوسط حجم العائلات فبلغ 2.91.
بلغ العمر الوسطي للسكان 39.2 عاماً. وكانت نسبة 23.7% من القاطنين تحت سن الثامنة عشر، وكانت نسبة 4.8% بين الثامنة عشر والرابعة والعشرين عاماً، ونسبة 30.9% كانت واقعةً في الفئة العمرية ما بين الخامسة والعشرين والرابعة والأربعين عاماً، ونسبة 26.6% كانت ما بين الخامسة والأربعين والرابعة والستين، ونسبة 13.9% كانت ضمن فئة الخامسة والستين عاماً فما فوق. وتوزع التركيب الجنسي للسكان بنسبة 46.9% ذكور و53.1% إناث.